# Джонс, Джои
Джо́зеф Па́трик «Джо́и» Джонс (англ. Joseph Patrick "Joey" Jones; 4 марта 1955, Бангор — 22 июля 2025) — валлийский футболист, выступавший на позиции левого защитника. Известен по своим выступлениям за «Ливерпуль» и лондонский «Челси». Трижды за время своей карьеры Джонс уходил и возвращался в «Рексем».

## Карьера
Джои Джонс начал свою профессиональную футбольную карьеру в «Рексеме», к которому он присоединился в 1971 году. В клубе он занимался, в частности, поддержанием состояния газона и чисткой бутс. В возрасте 17 лет он дебютировал в матче против принципиальных соперников из «Честер Сити» в рамках розыгрыша Кубка Уэльса. Этот матч его команда проиграла со счётом 0:1. Как бы то ни было, в 1975 году Джонс вместе с «Рексемом» выиграл этот турнир, в финале оказавшись сильнее «Кардифф Сити». К тому времени Джои был уже основным правым защитником клуба и всего за год до этого помог команде добраться до четвертьфинала Кубка Англии (первый раз «Рексем» добрался до этой стадии турнира).
В июле 1975 года по приглашению Боба Пейсли Джои за 110 тысяч фунтов перешёл в «Ливерпуль», за который он болел с детства. Он дебютировал в новой команде 16 августа того же года в матче против «Куинз Парк Рейнджерс» на «Лофтус Роуд» (0:2). Большую часть своего первого сезона Джонс провёл в резервной команде, а потому не стал обладателем медали чемпионат страны, зато в ноябре 1975 года он дебютировал в сборной Уэльса, за которую он впоследствии провёл 72 матча и забил 3 мяча. 9 ноября 1976 года он забил свой первый гол за «Ливерпуль», приняв участие в разгроме «Лестер Сити» на «Энфилде» со счётом 5:1.
В 1977 году Джои был частью команды, которая едва не сделала (впервые в истории английского клубного футбола) «требл», выиграв Первый дивизион и дойдя до финала Кубка Англии и Кубка чемпионов. В финале Кубка Англии «Ливерпуль» уступил «Манчестер Юнайтед» со счётом 1:2, но три дня спустя выиграл первый в своей истории Кубок европейских чемпионов, победив «Боруссию» из Мёнхенгладбаха со счётом 3:1. По ходу кампании в Кубке чемпионов болельщики «красных» сделали знаменитый баннер, посвящённый Джонсу. С каждым раундом он дополнялся всё новыми строками: «Joey Ate The Frogs Legs, / Made The Swiss Roll, / Now He’s Munching Gladbach».
В следующем году Джои оказался вытеснен из первого состава переживавшим вторую молодость Томми Смитом и молодым шотландцем Аланом Хансеном. В результате, к лету 1978 года он оказался не нужен команде и, проведя 100 матчей и забив три гола за клуб, был продан обратно в «Рексем» за 210 тысяч фунтов (на декабрь 2006 года эта сумма всё ещё оставалась рекордом для валлийского клуба). В 1982 году Джои перешёл в «Челси» за 34 тысячи фунтов. Клубом тогда руководил первый тренер Джонса Джон Нил. Его дебют состоялся в матче против «Карлайл Юнайтед» 30 октября, но матч ему не удался — Джои был освистан собственными болельщиками, а потом и вовсе был удалён с поля. Тем не менее, он вскоре заслужил уважение и любовь фанов благодаря своему отношению к делу и самоотдаче. По итогам сезона (в котором «Челси» успешно избежал вылета в Третий дивизион) Джои был выбран Лучшим игроком года по мнению болельщиков.
Летом того же года под руководством Нила в «Челси» была проведена «революция», и в команду пришли такие игроки, как Дэвид Спиди, Керри Диксон и Пат Невин. Джонс был частью команды, которая по итогам сезона 1983/1984 стала чемпионом Второго дивизиона и получила право выступать в следующем году в Первом дивизионе. Он остался в клубе ещё на год прежде, чем неожиданно был продан в «Хаддерсфилд Таун» летом 1985 года за 35 тысяч фунтов. Всего на его счету 91 матч и 2 гола за «Челси». Он завершил карьеру футболиста в возрасте 37 лет.

## После завершения карьеры
После того, как в 2002 году Джои перенёс операцию на сердце, он сократил своё участие в дела «Рексема», в котором он был тренером юношеской и резервной команд. В 2001 году он в течение недолгого времени был даже исполняющим обязанности главного тренера (после ухода Брайна Флинна и перед приходом Дениса Смита).
В 2005 году он закончил автобиографию, которая была выпущена в 2006 году под названием «О, Джои, Джои!» (англ. Oh Joey, Joey!). Он является культовой и легендарной фигурой для болельщиков «Рексема», «Челси» и «Ливерпуля». В голосовании «100 игроков, которые потрясли Коп», проводившемся в 2006 году (в нём приняло участие более 110 тысяч болельщиков «красных» со всего мира), Джои занял почётное 63 место.
Умер в июле 2025 года в возрасте 70 лет.

## Достижения
Командные
«Рексем»
- Обладатель Кубка Уэльса (1): 1975
- Итого: 1 трофей

«Ливерпуль»
- Чемпион Первого дивизиона (1): 1976/77
- Обладатель Кубка европейских чемпионов (2): 1977, 1978
- Обладатель Кубка УЕФА (1): 1976
- Обладатель Суперкубка Европы (1): 1977
- Итого: 5 трофеев

«Челси»
- Чемпион Второго дивизиона (1): 1983/84
- Итого: 1 трофей

Личные
- Игрок года по версии болельщиков «Челси» (1): 1983